# Narcisa de Jesús
Narcisa de Jesús Martillo y Moran foi uma equatoriana declarada santa pela Igreja Católica.

## Vida e obras
Os seus pais foram Pedro Martillo e Josefina Morán, que eram camponeses. Sendo muito pequena perdeu a sua mãe. Ela teve de se encarregar da educação dos seus irmãos mais novos. Dessa época da sua vida é lembrada a sua especial caridade, a sua alegria, o seu grande amor pela oração e a grande importância que atribuía à direcção e aconselhamento espiritual.
Quanto tinha 18 anos faleceu o seu pai e ela muda-se para Guayaquil. Ali trabalha como costureira e começa a trabalhar com Luís Tola, que depois se tornará bispo de Portoviejo. Dedicou muito tempo ao apostolado, especialmente dirigido às crianças, a quem ensinava o catecismo. Trabalhou também com jovens abandonadas e refugiadas na Casa de Acolhimento e visitava doentes e moribundos.
Nunca professou votos religiosos solenes, mas tornou-se leiga dominicana, ingressando na Ordem Terceira de São Domingos (ramo leigo da Ordem dos Pregadores). Depois de sua morte soube-se que fez votos particulares de virgindade perpétua, pobreza, obediência, clausura, vida eremítica, jejum a pão e água, comunhão quotidiana, confissão, mortificação e oração.
Há testemunhas de que entrava frequentemente em estado de êxtase. Entregava-se a formas de devoção e mortificação do corpo de severa austeridade, como o uso de coroas de espinhos, uma alimentação exígua e várias horas por dia dedicadas à oração. Faleceu no convento dominicano de Patrocínio em Lima.
Manteve-se trabalhando como costureira doando parte do ganhava aos pobres e doentes. Manteve sempre um caráter alegre, divertido e amável e não deixava transparecer as privações pelas quais passava e que se submetia livremente. Foi beatificada pelo papa João Paulo II em 25 de outubro de 1992.
A sua canonização ocorreu em 12 de outubro de 2008, sendo a quarta pessoa oriunda da América Latina a ser canonizada pelo papa Bento XVI e a terceira santa equatoriana. Bento XVI referiu-se a Narcisa com as seguintes palavras:
| “ | Santa Narcisa de Jesus nos mostra um caminho de perfeição cristã. Oferece-nos um testemunho atraente e um exemplo acabado de uma vida totalmente dedicada a Deus e aos irmãos. | ” |
|   | — papa Bento XVI. |   |